# Kenton Cool
Kenton Edward Cool (Slough, Inglaterra; 30 de julio de 1973) es un alpinista y guía de montaña inglés. Es uno de los alpinistas británicos más destacados y ha alcanzado la cima del monte Everest en 17 ocasiones a fecha de 2003, entre ellas liderando las expediciones de Ranulph Fiennes de 2008 y 2009.
Ha completado más de 45 expediciones notables en las cordilleras mayores y, en 2013, se convirtió en la primera persona en escalar el Nuptse, el Everest y el Lhotse en un solo esfuerzo sin regresar al campamento base.

## Biografía
Cool nació en Slough, en el condado de Berkshire, en 1973. Su apellido familiar era originalmente Kuhle y fue cambiado durante la Segunda Guerra Mundial por su abuelo medio alemán. Su padre era fotógrafo y su madre florista, y la casa familiar estaba cerca de Uxbridge (Middlesex). Fue escolarizado en la John Hampden Grammar School de High Wycombe, y más tarde obtuvo una plaza en la Universidad de Leeds, donde se licenció en Ciencias Geológicas en 1994.
Cool se inició en el montañismo en la escuela Scouts. En la universidad se obsesionó con la escalada en roca y, tras graduarse, se trasladó a Sheffield para seguir practicándola.
En 1996, sufrió una caída desde una pared rocosa cerca del paso de Llanberis, en el norte de Gales, y se fracturó ambos huesos del talón. Un especialista le dijo que "lo más probable es que camine con bastón el resto de su vida". Tras un año de cirugía y terapia, estaba decidido a recuperar su forma de escalador y se afilió a la Asociación Británica de Guías de Montaña.
A los veinte años no quería ser guía, así que trabajó en "acceso industrial con cuerdas" en edificios altos. Después fue guía para Jagged Globe, y más tarde cofundó "Adventure Base", que ahora es una empresa de aventuras establecida en todo el mundo. En 2004, cuando conoció a Ranulph Fiennes, aún no había completado sus cualificaciones de guía para los Alpes, aunque llevaba años guiando en Nepal y el Everest, el Reino Unido y Alaska.
Cool se casó en 2008 y trasladó su residencia al pueblo de Bibury, en Gloucestershire, en el Reino Unido. Es un destacado alpinista que opera en los Alpes y en la cordillera mayor del Himalaya como guía y jefe de expedición plenamente cualificado por la IFMGA (UIAGM).
Sobre el peligro del alpinismo y los muchos amigos que ha perdido en este deporte, ha dicho: "No tiene ningún estilo que te maten en la montaña... Quiero morir con los pies en alto frente al fuego bebiendo un vaso de vino tinto a los 95 años".
En 2003, Cool fue nominado junto a sus compañeros de escalada para el Piolet de oro por una ruta en el Annapurna III. En 2012 cumplió una promesa olímpica de 88 años y llevó a la cima del Everest una de las medallas de oro olímpicas de 1924 concedidas a la Expedición británica al Everest de 1922 (galardonada por "hazañas sobresalientes del esfuerzo humano"), lo que llevó a Lord Coe a dar las gracias personalmente a Cool y a su equipo por ayudar a "dar el pistoletazo de salida a los Juegos Olímpicos de 2012".

## Carrera
Cool está considerado uno de los mejores líderes de expediciones de montaña y esquí del Reino Unido, y ha realizado varias ascensiones a rutas difíciles con clientes, incluida la primera ascensión guiada británica a la famosa cara norte del Eiger en 2007 con el explorador polar Ranulph Fiennes, que entonces tenía sesenta años y al que al principio le daban miedo las alturas.
En mayo de 2008, Cool y Fiennes intentaron hacer cumbre en el Everest, pero Fiennes dio marcha atrás a 300 metros de la cima. En 2009, Cool regresó al Everest y guio con éxito a Fiennes hasta la cumbre, lo que convirtió a Cool en el jefe de expedición británico con más éxito en la montaña.
En mayo de 2013, Cool, junto con su compañero de escalada Dorje Gylgen, logró la Triple Corona del Everest: en solo siete días y sin regresar al campo base, escaló las tres montañas que forman la Herradura del Everest, con el Nuptse (7 864 metros), el propio Everest (8 850 metros) y el Lhotse (8 516 metros), una hazaña que muchos consideraban imposible debido al tiempo que se pasa a gran altitud y al efecto que esto tiene en el cuerpo humano. Como jefe de expedición, Cool ha completado con éxito más de 40 expediciones en las cordilleras mayores. En el Everest tiene la mayor tasa de éxito de todos los guías de montaña. Ha llegado personalmente a la cumbre del Everest en diecisiete ocasiones; en mayo de 2007 alcanzó la cima dos veces en una semana.
En octubre de 2006 fue el primer británico en completar el descenso en esquí de un pico de 8 000 metros, en el Cho Oyu de Nepal, la sexta montaña más alta del mundo. En otoño de 2010, Cool realizó el tercer descenso en esquí de la historia del Manaslu, la octava montaña más alta del mundo. Al hacerlo, se convirtió en una de las pocas personas en todo el mundo que ha esquiado varios picos de 8 000 metros.
En enero de 2015, Cool alcanzó la cumbre del Everest por undécima vez. En la cima, sostuvo una bandera del Principado de Sealand para simbolizar su apoyo a la micronación. El 12 de mayo de 2016 Kenton, a sus 42 años, se unió a dos sherpas y a otro británico, Robert Lucas, en la cumbre del pico más alto del mundo. Los británicos fueron también los primeros alpinistas extranjeros en alcanzar el pico de 8 850 metros en dos años, después de que un grupo de guías sherpas que fijaban cuerdas llegaran a la cima el miércoles 11 de mayo. 
El 15 de mayo de 2022, Cool completó con éxito su récord de la 16ª cumbre del Everest, el mayor número de ascensiones de un no sherpa. Cool llevaba una tapa protectora pintada a mano por el artista contemporáneo británico Teddy McDonald. El 17 de mayo de 2023, Kenton batió su propio récord y logró su 17ª cumbre del Everest, guiando al presidente del Iceland Food Group, Richard Walker, hasta la cima de la montaña.

## Trabajos en televisión
Como parte de la expedición al Eiger en 2007, Independent Television News instaló una emisión simultánea al pie de la montaña, lo que permitió a Cool, Fiennes y Parnell transmitir en directo desde la cara de la montaña y directamente al estudio de ITN News. Su intento de cumbre se emitió en cada sección de noticias en directo durante cinco días. La BBC Four y Discovery Channel emitieron otro documental de una hora sobre el éxito de la ascensión.
Como parte de su expedición al Everest en 2007, Cool participó en el rodaje del documental en cinco partes de la BBC Television Everest ER. Además de proporcionar abundante material de entrevistas para el documental, Cool recibió un equipo de cámara especializado en grandes altitudes para capturar imágenes en lo alto de la montaña, incluidas imágenes de la cumbre. Everest ER siguió el desarrollo de la expedición de Cool, que hizo doble cumbre en una semana. El programa se emitió durante cinco semanas en la BBC 1.

## Actividad caritativa
En marzo de 2007, Cool formó parte de un equipo de tres personas (incluidos Sir Ranulph Fiennes e Ian Parnell) para recaudar fondos para el Marie Curie Eiger Challenge Appeal. La exitosa cumbre de la cara norte del Eiger recaudó 1,8 millones de libras para la organización benéfica Marie Curie Cancer Care. En mayo de 2009, Cool y Sir Ranulph Fiennes recaudaron otros 2,6 millones de libras para la organización benéfica Marie Curie en el marco del Everest Challenge Appeal. Cool subió al Everest con la bandera de Marie Curie.
Cada año, Cool da una serie de conferencias para la Royal Geographical Society y varios fabricantes y minoristas de ropa de montaña, además de pronunciar discursos en conferencias empresariales. También ha sido invitado a formar parte de paneles especializados. En estos actos, apoya y promueve en gran medida Porters Progress, una fundación creada para apoyar a la comunidad de porteadores de montaña de Nepal.

## Vida personal
En 2008 Cool se casó con Jazz Black, a quien había conocido en Chamonix-Mont-Blanc (Francia). Se casaron en Fairford (condado de Gloucestershire), y han vivido allí y en Bibury, también en Gloucestershire. Tienen dos hijos.